# Living Lohan
Living Lohan var en amerikansk reality-serie som sändes på kanalen E!. Serien sändes mellan den 26 maj 2008 till den 27 juli 2008. I serien fick man följa familjen Lohans vardag.